# Славянский съезд в Софии 1910 года
Славянский съезд в Софии 1910 года — съезд, который проходил с 7 по 10 июля 1910 года в Софии. Иногда именуется V Славянским съездом.

## История
Как писали современники, съезд проходил недостаточно серьезно и те немногие вопросы, которые удалось разрешить, касались лишь сотрудничества в области культуры и науки. Также, удалось немного продвинуться в сфере экономического сотрудничества.
Ввиду того, что съезд проходил в Болгарии, была затронута одна из самых больных тем славянского единства — македонский вопрос. Он заключался в том, что одна сторона(Болгария) считала, что Македонская область населена болгарами, а другая (Сербия) считала население этих краёв южными сербами. Не менее болезненной темой оказался вопрос притязаний Сербии на территории Боснии и Герцеговины, которые в то время являлись частью Австро-Венгерской империи. Также, в процессе переговоров, были отвергнуты концепции государственного, церковного или языкового единства славян.
Движение неославистов, которое, в отличие от панславистов, настаивало на сотрудничестве славянских народов и государств, но не объединению их в единое государство, оказалось на грани. Немаловажно отметить тот факт, что Славянский съезд в Праге 1908 года и Славянский съезд в Софии 1910 года состоялись во многом благодаря неославистам.
Неославистская идея, сделавшая своими лозунгами свободу, равенство и братство, а целями — сотрудничество славян в политике, культуре и экономике, в итоге попалась в ловушку — представители большинства славянских народов думали не столько о единстве, сколько об извлечении выгоды для своих народов и государств через это самое единство. Крамарж, идеолог неославизма, заявил, что Софийский съезд ознаменовал «конец неославизма, его торжественные похороны». Окончательной смертью идеи неославизма можно считать начало братоубийственной межславянской Второй Балканской войны.
Братом Петра Аркадьевича Столыпина — Александром Аркедьевичем, были сделаны попытки возродить и реформировать идею, но его планам помешало начало Первой мировой войны.